# توماس ماين ريد
توماس ماين ريد (بالإنجليزية: Thomas Mayne Reid)‏ (4 أبريل 1818 في المملكة المتحدة - 22 أكتوبر 1883، لندن في المملكة المتحدة)؛ كاتِب مُتخصِّص في أدب الأطفال وروائي بريطاني-أمريكي.

## روابط خارجية
- توماس ماين ريد على موقع IMDb (الإنجليزية)
- توماس ماين ريد على موقع قاعدة بيانات برودواي على الإنترنت (الإنجليزية)
- توماس ماين ريد على موقع قاعدة بيانات الفيلم (الإنجليزية)